# Mazda Kabura
La Mazda Kabura est un concept-car du constructeur automobile japonais Mazda présenté en 2006.

## Historique
La Kabura, est présentée au Salon international de l'auto d'Amérique du Nord de 2006. C'est une sportive compacte, dans un style futuriste. Elle a été conçue à Irvine, en Californie, par Franz von Holzhausen, chef du design de Mazda Amérique du Nord.
« Kabura » est un terme japonais tiré de kabura-ya, une flèche qui à la particularité  d'émettre un hurlement lorsqu'elle est tirée, et qui est historiquement utilisée pour signaler le début d'une bataille. Cette « première flèche vers la bataille » est censée représenter la philosophie de Mazda, de par leur avant-gardisme en termes de technologie et de style, comme le moteur rotatif. Kabura représente le premier coupé compact Mazda du 21e siècle. Mazda n'a pas annoncé son intention de construire une version de production du Kabura, mais le design incarne plusieurs innovations que Mazda pourrait mettre en œuvre lorsqu'un coupé sport compact sera prêt pour la production. L'un des rôles de Kabura consiste à exposer une éventuelle orientation futuriste dans la conception d'une nouvelle gamme.

## Caractéristique
La Kabura intègre une configuration en moteur avant et une motricité en propulsion. Cette configuration est similaire à celle de la Mazda MX-5 et de la Mazda RX-8. Elle emprunte aussi des inspirations de carrosserie à la Mazda RX-8 et de la Mazda MX-3. Au lieu d'une disposition de siège typique 2+2, le Kabura présente une disposition inhabituelle en 3+1, offrant un plus grand espace aux passagers par rapport à un coupé traditionnel, sans augmenter le poids ni la taille. Tous les sièges passagers se replient à plat pour libérer de l'espace supplémentaire pour le coffre.

Le concept est motorisé à partir d'une version 2,0 L du moteur MZR DOHC à 16 soupapes de Mazda. Le Kabura utilise des pneus avant Bridgestone Potenza 245/35R19 et des pneus 245/35R20 à l'arrière. Bien que ce concept ait été assemblé avec plusieurs composants de châssis MX-5, les dimensions de base se situent entre le MX-3 et le RX-8. En tant que compacte sport, elle se situerait en dessous du RX-8 dans la gamme Mazda.

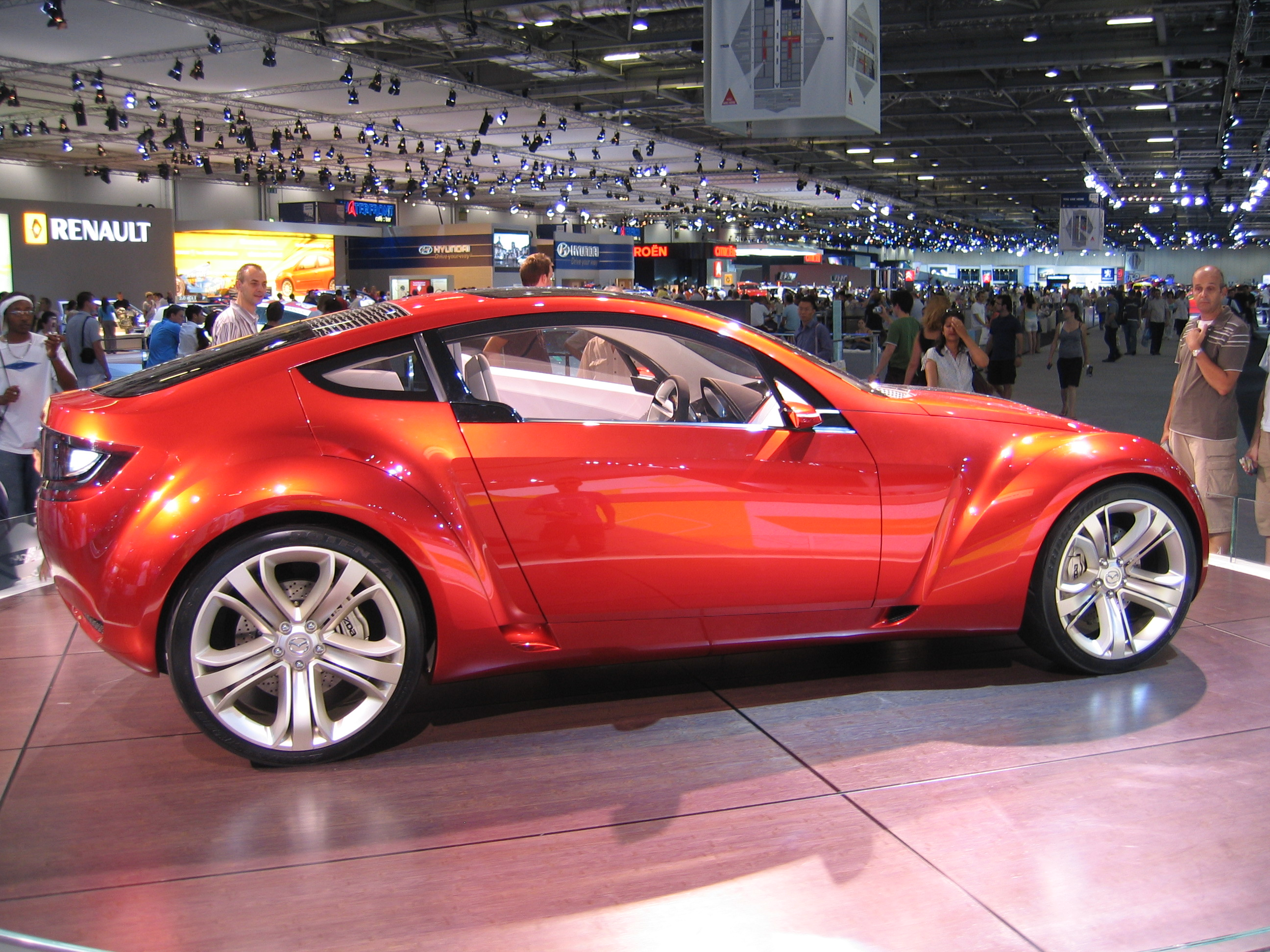
Vue de 3/4 arrière

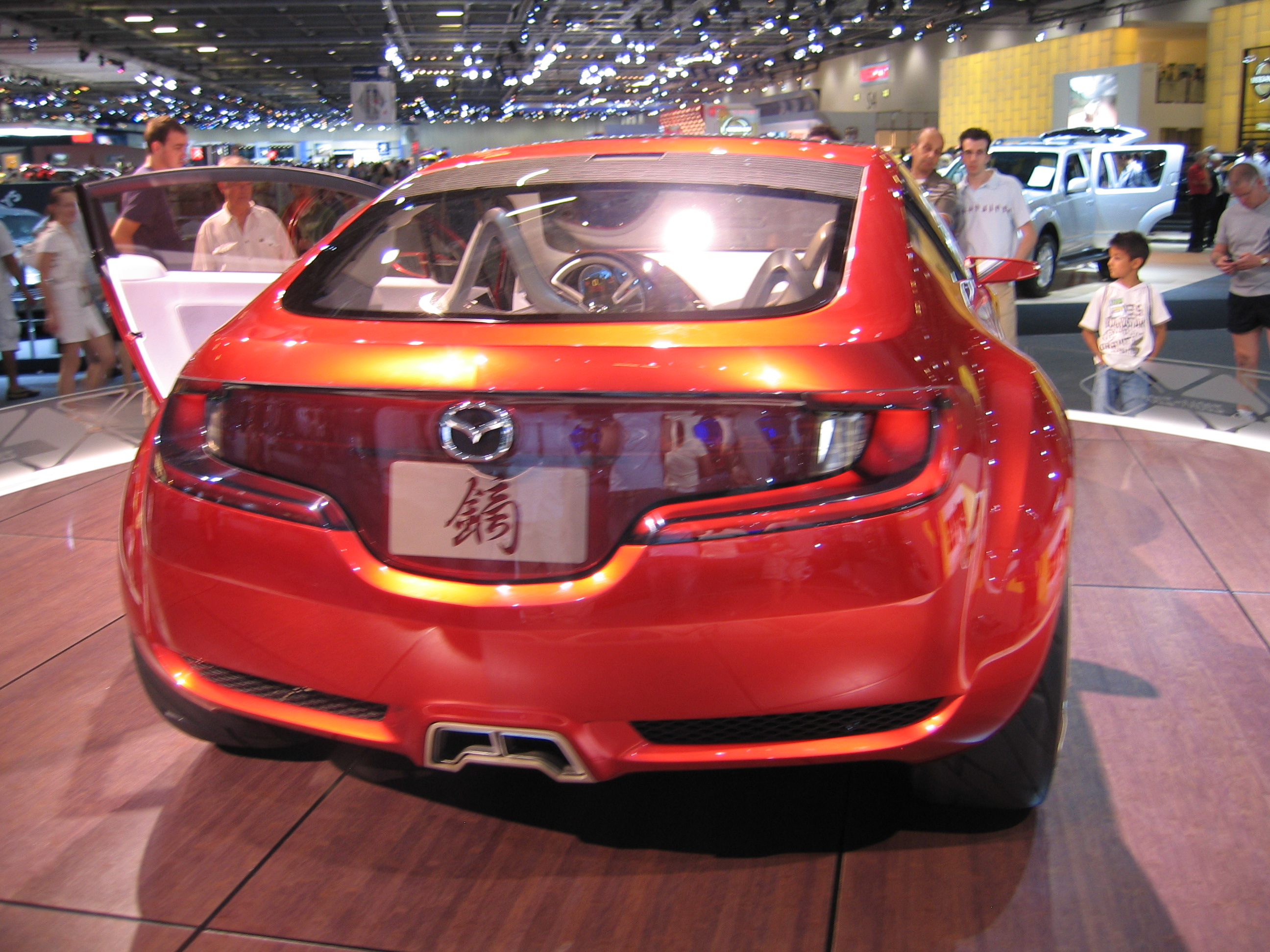
Vue de l'arrière

### Extérieur
L'extérieur du Kabura est décrit comme une impression « puissante », avec des passages de roues prononcés et des surfaces tendues, qui rappellent les coupés classiques. Le pare-brise et la partie avant du toit sont faits d'une seule pièce vitrée qui s'étend du capot jusqu'au montant B. Les parties supérieures des vitres ont une teinte réglable, de sorte que le conducteur peut régler un bouton pour modifier l'opacité du toit, à sa guise, de claire à complètement opaque.
Derrière le montant B se trouve une trappe vitrée en deux parties. Le panneau de verre supérieur est normalement aligné. Lorsqu'il est relevé par un moteur électrique, il agit comme un becquet de toit, qui évacue également l'air de l'intérieur et augmente l'espace libre pour la tête des passagers arrière. Une cellule solaire photovoltaïque dans le panneau aide à contrôler la température intérieure et à recharger la batterie pour alimenter les accessoires. Le plus grand panneau de trappe en verre est doté de charnières latérales pour permettre l'accès au compartiment à bagages du Kabura.

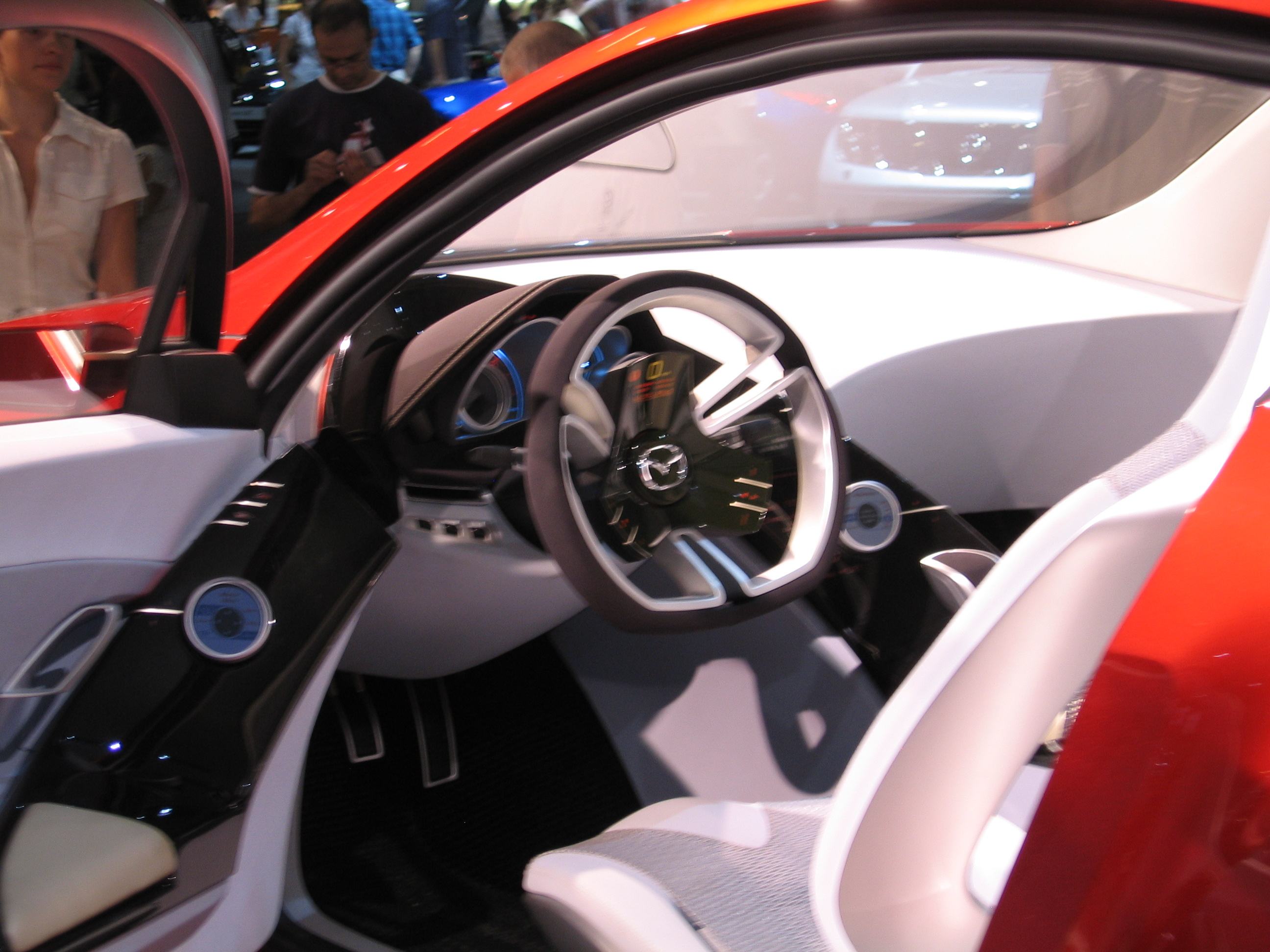
Intérieur

### Intérieur
L'aménagement intérieur 3+1 est conçu pour offrir des sièges confortables à un ou deux passagers tandem à droite du conducteur, avec une utilisation occasionnelle seulement du quatrième « siège d'appoint » derrière le conducteur, selon les besoins.
La porte conducteur donne accès au poste de conduite et au strapontin arrière. L’autre côté de la voiture est volontairement asymétrique. L'élimination de la boîte à gants et la réduction du tableau de bord permettent de déplacer le passager avant d'environ 6 inch devant la position assise du conducteur. À son tour, le deuxième passager intérieur, assis en tandem derrière le passager intérieur, a à peu près les mêmes jambes, épaules et espace pour la tête que le passager avant. Le Kabura comprend une porte secondaire côté passager, permettant un accès plus facile au siège derrière le passager avant. Une fois la porte avant ouverte, appuyer sur un bouton fait glisser la porte arrière directement dans une cavité crantée dans la zone du panneau de custode, au lieu de pivoter sur des charnières.
L'intérieur conceptuel de Kabura est produit à partir d'un substrat en cuir régénéré, principalement à partir de déchets post-industriels récupérés lors de la fabrication des chaussures de sport de la marque Nike.

### Spécification technique
- Longueur : 4,05 m (159,4 in.)

- Largeur : 1,78 m (70,1 in.)

- Hauteur : 1,28 m (50,4 in.)

- Empattement : 2,55 m (100,4 in.)

- Capacité d'accueil : 4 personnes (3+1 places)

- Moteur : MZR 2,0 L DACT 16 soupapes

- Transmission : 6MT manuelle

- Suspension (A/R) : Double triangle / Multi-Link

- Pneus - Avant : 245/35 R19

- Pneus - Arrière : 245/35 R20

## Version de production
Selon des rumeurs, une version de production du Kabura serait disponible pour l'année modèle 2009. S'inscrivant comme alternative d'entrée de gamme au RX-8 2+2, le Kabura emprunterait des composants mécaniques importants au roadster MX-5 tout en ayant une forme similaire à celle du MX-3. Bien qu'elle n'ait jamais été produite, la mise à jour du RX-8 2011 s'est inspirée du Kabura[réf. nécessaire].